# Медицинский университет имени Шахида Бехешти
Медицинский университет имени Шахида Бехешти (перс. دانشگاه علوم پزشکی شهید بهشتی‎) — государственное высшее учебное заведение, крупный учебный и научно-исследовательский центр в области медицинских наук в Иране. Расположен в городе Тегеран.

## Общие сведения
Медицинский университет им. Шахида Бехешти ведёт отсчёт своей истории с 1961 года как медицинский факультет Иранского национального университета, образованного в 1959 году.
В 1983 году Постановлением Высшего совета культурной революции Иранский национальный университет был переименован в Университет имени Шахида Бехешти и назван в честь Сейеда Мохаммада Хосейни-Бехешти, духовного и политического деятеля и революционера, убитого 28 июня 1981 года в результате теракта.
В 1985 году по постановлению Правительства Исламской республики Иран в связи с образованием Министерства здравоохранения и медицинского образования, из Университета им. Шахида Бехешти выделились лечебный центр, медицинский факультет и факультет протезной ортопедии, которые образовали самостоятельный Медицинский университет им. Шахида Бехешти.
По состоянию на 2016 год, университет включает в себя 4 научно-исследовательских института, 62 научно-исследовательских центра и 12 факультетов. В университете обучается около 13 тысяч студентов по программам бакалавриата, специалитета и магистратуры. На факультетах и в научно-исследовательских центрах работают 1300 профессоров и преподавателей.

## Образовательная деятельность
По состоянию на июнь 2016 года основной учебный процесс в университете осуществляется на 12 факультетах:
1. Лечебный факультет;
2. Стоматологический факультет;
3. Фармацевтический факультет;
4. Факультет общественного здравоохранения;
5. Факультет реабилитации;
6. Факультет традиционной медицины;
7. Парамедицинский факультет;
8. Факультет медицинских наук;
9. Факультет акушерства и гинекологии;
10. Факультет охраны труда, промышленной безопасности и экологии;
11. Факультет инновационных медицинских технологий;
12. Факультет диетологии и пищевых технологий;

## Научно-исследовательская деятельность
МУ им. Шахида Бехешти — крупный учебно-научный комплекс по подготовке, переподготовке, аттестации и повышению квалификации медицинских и фармацевтических кадров. С учебным процессом тесно связаны фундаментальные поисковые и прикладные научные исследования, оказание высококвалифицированной медицинской помощи населению, пропаганда достижений медицины и фармации.
В состав МУ имени Шахида Бехешти входят:

### Научно-исследовательские институты
1. НИИ стоматологии;
2. НИИ эндокринологии;
3. НИИ питания и пищевых технологий;
4. НИИ туберкулёза и болезней легких.

### Научно-исследовательские центры
1. НИЦ анестезиологии;
2. НИЦ поведения;
3. НИЦ онкологии;
4. НИЦ сердечно-сосудистых заболеваний;
5. НИЦ цитологии и молекулярной биологии;
6. НИЦ клеточной и молекулярной эндокринологии;
7. НИЦ хронических заболеваний органов дыхания;
8. НИЦ туберкулёза и эпидемиологии;
9. НИЦ стоматологии;
10. НИЦ челюстно-лицевой хирургии;
11. НИЦ эндокринологии;
12. НИЦ эндокринной физиологии;
13. НИЦ эндодонтии;
14. НИЦ инфекционных и паразитарных заболеваний;
15. НИЦ бесплодия и репродуктивного здоровья;
16. НИЦ применения лазеров в медицине;
17. НИЦ трансплантации лёгких;
18. НИЦ медицинской этики;
19. НИЦ микобактериологии;
20. НИЦ нейробиологии
21. НИЦ проблем питания и эндокринной системы;
22. НИЦ офтальмологии;
23. НИЦ детских врожденных гематологических заболеваний;
24. НИЦ детских инфекционных заболеваний;
25. НИЦ детской неврологии;
26. НИЦ детских респираторных заболеваний;
27. НИЦ детской хирургии;
28. НИЦ фармацевтики;
29. НИЦ физической терапии;
30. НИЦ фитохимии;
31. НИЦ профилактики и лечения ожирения;
32. НИЦ профилактической стоматологии;
33. НИЦ профилактики нарушений обмена веществ;
34. НИЦ протеиновых технологий;
35. НИЦ протеомики;
36. НИЦ репродуктивной эндокринологии;
37. НИЦ гастроэнтерологии и болезней печени;
38. НИЦ геномики;
39. НИЦ медицинских нанотехнологий и тканевой инженерии;
40. НИЦ нейрохирургии;
41. НИЦ проблем безопасности труда и предупреждения производственного травматизма;
42. НИЦ кожи;
43. НИЦ социальных детерминантов здоровья;
44. НИЦ телемедицины;
45. НИЦ профилактики курения;
46. НИЦ токсикологии;
47. НИЦ заболеваний трахеи и бронхов;
48. НИЦ традиционной медицины и Materia medica;
49. НИЦ урологии и нефрологии;
50. НИЦ вирусологии.

## Образовательная и лечебная работа
Образовательная и лечебная работа Медицинского университета им. Шахида Бехешти ведется в 12 собственных клиниках, а также во многих крупных стационарах г. Тегерана.

## Международная деятельность
Университет активно развивает международное сотрудничество в области студенческих обменов и осуществлении совместных научно-образовательных проектов и программ. На сегодняшний день Медицинский университет им. Шахида Бехешти имеет двусторонние соглашения о сотрудничестве с медицинскими университетами и учреждениями в более чем 20 странах мира, в том числе с Российской академией медицинских наук.

## Университет в рейтинге URAP (University Ranking by Academic Performance)
- 2012-2013: Место в мировом рейтинге: 2016, Medical: 6
- 2013-2014: Место в мировом рейтинге: 1711, Medical: 5
- 2014-2015: Место в мировом рейтинге: 1053, Medical: 5
- 2015-2016: Место в мировом рейтинге: 926, Medical: 2